# 笹倉康誉
笹倉 康誉（ささくら やすたか、1988年8月4日 - ）は、日本の元ラグビー選手。

## プロフィール
- 神奈川県出身。
- 現役時代のポジションはセンター(CTB)、フルバック(FB)。
- 身長 186cm、体重 88kg
- ニックネームはちゃちゃ。
- 日本代表通算キャップ数は3。
- 7人制日本代表に選ばれたことがある[1]。
- U19・U20日本代表[2]に選ばれたことがある。
- 兄の康義は元リコーのラグビー選手。

## 略歴
中学2年からラグビーを始めた。
2007年、向上高校卒業後、関東学院大学に入る。
2011年、関東学院大学卒業後、パナソニック ワイルドナイツ(現・埼玉パナソニックワイルドナイツ)に加入。
同年11月13日に行われたジャパンラグビートップリーグ第3節のコカ･コーラウエストレッドスパークス戦にて途中出場で公式戦初出場を果たす。
2015年12月にはスーパーラグビーの日本チームサンウルブズの2016年スコッドに入った。
2016年6月12日に行われたカナダ遠征でのカナダ代表戦にて先発出場で日本代表初キャップを獲得した。
2023年、現役を引退した。
2024年、BIG BLUES八千代ベイ東京のBKコーチに就任。

## CM出演
- プラスワン[8]。